# Harald Schuh (Geodät)
Harald Schuh (* 27. Februar 1956 in Heidelberg) ist ein deutscher Geodät und war von Herbst 2012 bis Ende 2023 Direktor des Department 1 (Geodäsie) des Helmholtz-Zentrums Potsdam – Deutsches GeoForschungsZentrum (GFZ). Daneben nimmt er die Professur für das Fachgebiet Satellitengeodäsie an der Technischen Universität Berlin, Institut für Geodäsie und Geoinformationstechnik, wahr. Er gehört zu den bedeutendsten Forschern auf dem Gebiet der Very Long Baseline Interferometry (VLBI), besonders seit seiner Zeit als Universitätsprofessor für Höhere Geodäsie (2000–2012) an der  Technischen Universität Wien.

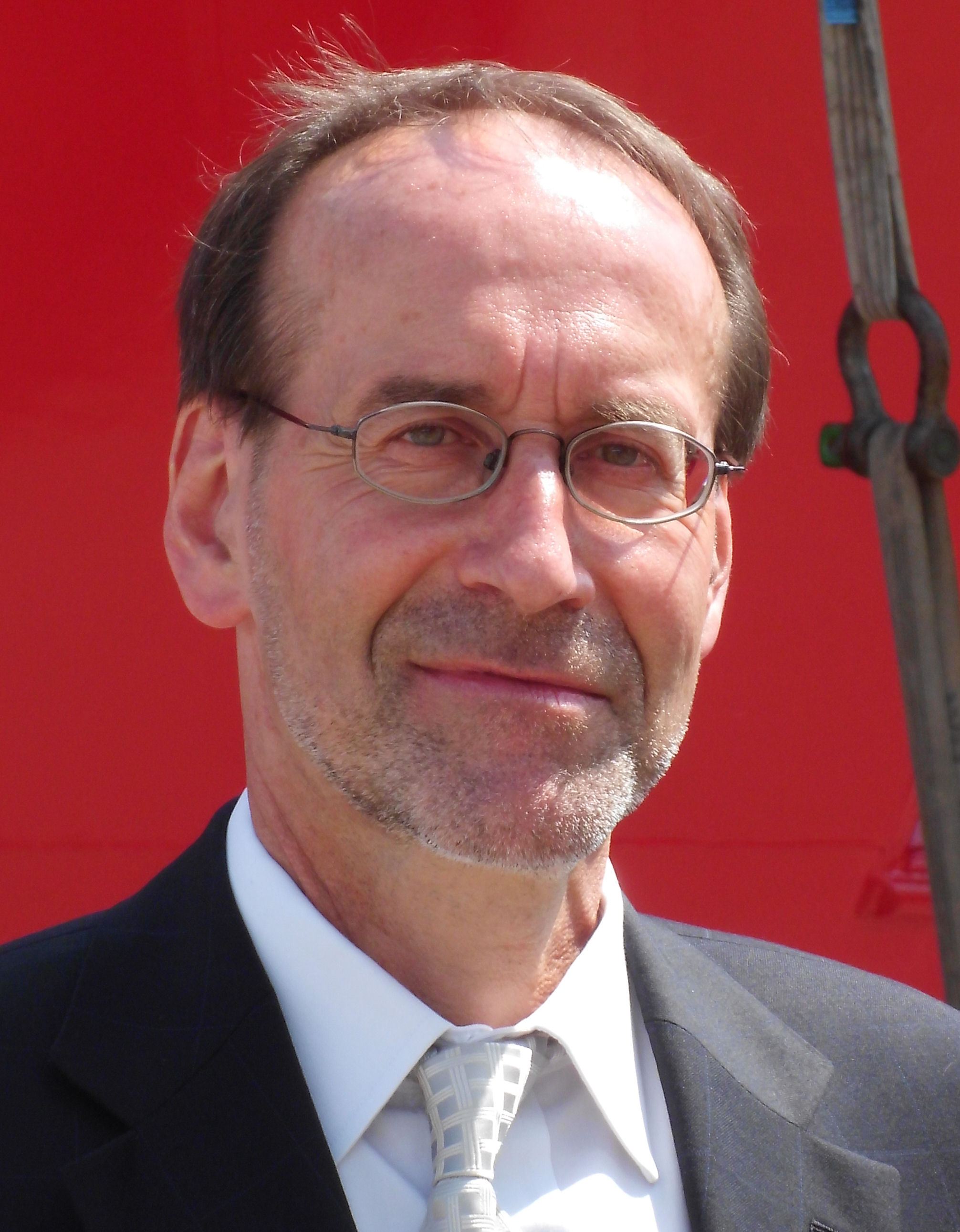
Harald Schuh (2013)

## Leben
Nach dem Besuch des Hebel-Gymnasiums in Pforzheim, an dem er im Jahr 1974 sein Abitur ablegte, studierte Schuh Geodäsie an der Universität Bonn. Das Studium schloss er 1979 als Diplom-Ingenieur (Geodäsie) ab.
Direkt anschließend im Januar 1980 begann Schuh seine wissenschaftliche Laufbahn als wissenschaftlicher Assistent am Institut für Photogrammetrie der Universität Bonn, wo er noch im selben Jahr zum Institut für Geodäsie wechselte. Dort war er bis Ende 1986 wissenschaftlicher Assistent und promovierte in der Zeit zum Thema Die Radiointerferometrie auf langen Basen zur Bestimmung von Punktverschiebungen und Erdrotationsparametern (Promotion im Juli 1986). In den Jahren 1987 bis 1988 war er weiter am Institut für Geodäsie als Juniorprofessor tätig. Zwischen 1989 und 1995 arbeitete er als Wissenschaftler am Deutschen Institut für Luft- und Raumfahrt. Im April 1995 wechselte er zum Deutschen Geodätischen Forschungsinstitut in München, wo er die Abteilung „Erdrotation“ leitete.
Im Jahr 2000 erhielt er einen Ruf als Universitätsprofessor und Ordinarius für Höhere Geodäsie an der Technischen Universität Wien als Nachfolger von Kurt Bretterbauer. Schon bald nach dieser Berufung wurde Schuh zum Vorsitzenden der Studienkommission Vermessungswesen gewählt, die er durch die schwierige Phase zweier von der Wissenschaftspolitik veranlasster Studienreformen führte, war auch Studiendekan für die Geodäsie in der neu gegliederten Fakultät für Mathematik und Geodäsie und Vorsitzender des Fakultätsrates.
Als Institutsdirektor des Instituts für Geodäsie und Geophysik wurde er zum Präsidenten der Österreichischen Geodätischen Kommission gewählt (2008–2013) und war auch Präsident des Österreichischen IUGG-Nationalkomitees (2009–2013).
Im Jahr 2012 erhielt er einen Ruf an die Technische Universität Berlin auf eine Professur für Satellitengeodäsie und nahm diesen an. Die Professur ist verbunden mit der Leitung der Sektion 1.1 „Geodätische Weltraumverfahren“ des Deutschen GeoForschungszentrums (GFZ). Am 31. Dezember 2023 beendete er mit dem Eintritt in den Ruhestand seine Tätigkeit am GFZ; seine Forschungs- und Lehrtätigkeit an der TU Berlin führt er fort.
International bekannt wurde Schuh durch seine Forschungen auf dem Gebiet der VLBI, der geodätischen Interferometrie mit Quasaren. Dieses Forschungsgebiet führt er in Wien verstärkt fort und gründete mit internationalen Fachkollegen den International VLBI Service (IVS), einen weltweiten Dachverband und Datendienst zur Koordinierung und Weiterentwicklung der Kosmischen Geodäsie mittels Langstrecken-Interferometrie. Von 2007 bis 2013 war er Leiter des IVS.
Zu den Arbeitsgebieten Harald Schuhs zählen auch Teile der Astrophysik und Geodynamik, der GNSS-gestützten Satellitenortung, die Analyse von Zeitreihen  der Erdrotation und die Modellierung atmosphärischer Effekte in der Geodäsie. Ein Highlight war die Auszeichnung mit dem Descartes-Preis 2003, den eine internationale Forschungsgruppe unter Leitung der belgischen Astronomin Véronique Dehant zur Modellierung der Nutation erhielt. Schuhs Forschungsgruppe (gemeinsam mit Robert Weber) war an dieser zukunftsträchtigen Modellierung des Erdkörpers durch geodätische Messverfahren entscheidend beteiligt. Die aus dem Preis fließenden Mittel dienten u. a. für die Anstellung junger Forscher in seinem Wiener Projektteam.
Schuh ist Mitglied in vielen nationalen und internationalen Fachverbänden, darunter auch im DVW Berlin-Brandenburg e.V. – Gesellschaft für Geodäsie, Geoinformation und Landmanagement. Im Jahr 2014 wurde er als Mitglied der Leibniz-Sozietät der Wissenschaften zu Berlin zum Arbeitskreis Geo-, Montan- und Umwelt-, Weltraum- und Astrowissenschaften zugewählt.
Im Jahr 2002 wurde Schuh korrespondierendes Mitglied der Deutschen Geodätischen Kommission; mit der Berufung als ordentlicher Professor an die TU Berlin wurde er im Jahr 2012 ordentliches Mitglied. Seit 2020 ist der deren Vorsitzender.
Von 2009 bis 2012 war Schuh Präsident der Commission 19 „Earth Rotation“ der International Astronomical Union (IAU).
Von 2011 bis 2015 war Schuh Vize-Präsident der International Association of Geodesy (IAG), von 2015 bis 2019 deren Präsident.
Seit 2016 ist Schuh Vorsitzender des Kuratoriums des Förderkreises Vermessungstechnisches Museum.
Im Jahr 2017 verlieh die Universität Teheran Schuh die Würde eines Adjunkt Professors im Bereich der Ingenieurwissenschaften.

## Ehrungen
- Descartes-Preis der Europäischen Kommission (Teampreis, 300.000 EUR) für das Projekt „Non-rigid Earth nutation model – Pinpoint positioning in a wobbly world“, 2003
- Gewählt als Fellow of the International Association of Geodesy (IAG), 2007
- Ehrenpromotion, Doktor honoris causa (Dr. h. c.) der Universität für Architektur, Bauingenieurwesen und Geodäsie, Sofia, Bulgarien, 2009
- Vening Meinesz Medal der European Geosciences Union (EGU), 2011
- Mitglied der Deutschen Akademie der Technikwissenschaften, 2017